# Trafalgar (Indiana)
Trafalgar é uma cidade  localizada no estado americano de Indiana, no Condado de Johnson.

## Demografia
Segundo o censo americano de 2000, a sua população era de 798 habitantes.
Em 2006, foi estimada uma população de 1041, um aumento de 243 (30.5%).

## Geografia
De acordo com o United States Census Bureau tem uma área de
3,3 km², dos quais 3,3 km² cobertos por terra e 0,0 km² cobertos por água. Trafalgar localiza-se a aproximadamente 256 m acima do nível do mar.

## Localidades na vizinhança
O diagrama seguinte representa as localidades num raio de 16 km ao redor de Trafalgar.